# Северіан Гавальський
Северіан, єпископ Габали з Сирії (до 380 — після 408, але, ймовірно, до 425 р.) — популярним проповідник у Константинополі приблизно з 398/399 до 404 року. Він став ворогом Івана Золотоуста і допоміг засудити його на Синоді Дуба.

## Життєпис
Подробиці його життя незначні і збереглися у Сократа Схоластика та Созомена. У Геннадія Массілійського є короткий життєпис. Вони розповідають, що він прибув до Константинополя близько 398/399 року. Він проповідував із певним сирійським акцентом і став улюбленцем імператриці Елії Євдоксії. Коли наприкінці 401 року тодішній архієпископ Іванн Златоуст вирушив до Азії, він доручив Северіану пастирство Константинопольської церкви. Але Северяну протистояв і образив диякон Сарапіон, якому Золотоуста доручив господарські справи церкви. Коли Золотоуст підтримав своїх людей, вони стали ворогами. Йоганнес Квастен описав його як «сповненого ненависті» до євреїв та єретиків.
Збереглося понад 50 його проповідей. У грецькій мові майже всі його проповіді збереглися лише серед творів його ворога Хризостома. Кілька проповідей, деякі з них втрачені грецькою мовою, були перекладені іншими мовами (латинською, коптською, грузинською, вірменською, слов'янською та арабською, можливо, також сирійською.) Вісім його проповідей були опубліковані у Венеції в 1827 році з давньовірменського перекладу Дж. Б. Оше: шість з них втрачено грецькою мовою або відомі лише з цитат з катени. Майже жоден із них не був відредагований критично, деякі ніколи не були опубліковані, і список не є повним. Деталі його робіт можна знайти в Clavis Patrum Graecorum br. 4185–4295. Одну редагує Мінь у Грецькій патрології 65; багато серед шпурій, що приписуються Івану Золотоусту (Patrologia Graeca 48–63).
Северіан належав до антіохійської богословської школи екзегези, і його тлумачення можуть бути дуже буквальними. Він сумно відомий своїми шістьма проповідями про Створення світу, в яких він висловлює «абсурдно буквальні» погляди, включаючи підтримку Пласкої Землі.
Його «Промова про печатки» обговорює канон чотирьох Євангелій.
Його біблійні коментарі також стали важливими для розвитку грецьких катен.
Його іноді плутають з Євсевієм Емесським у рукописах, особливо вірменських.